# Laphyctis argenteofasciata
Laphyctis argenteofasciata (лат.) — вид ктырей рода Laphyctis из подсемейства Laphriinae. Афротропика. Этот вид часто путали с другими таксонами. Возникла некоторая путаница вокруг Laphystia argenteofasciata, который был синонимизирован с Laphystia gigantella Олдройдом (1974). В 2018 году в ходе родовой ревизии вид признан валидным, и поэтому он восстановлен и отнесен к Laphyctis.

## Распространение и экология
Афротропика. Широко распространен в Кении, где вид пересекает экватор. Часто собираемый вид в течение длительного периода времени. Не встречается ни в одном из очагов биоразнообразия. Встречается с октября по март. Практически ничего не известно о биологии вида, но несколько экземпляров, все из которых были пойманы в четыре ловушки Малеза, имеют данные о занимаемой среде обитания. Вид предпочитает «саванну с акацией и коммифорой» (Acacia, Commiphora). Место обитания на холме Квандула похоже на Укаси, но, возможно, менее жаркое, с сухими лиственными кустарниками.

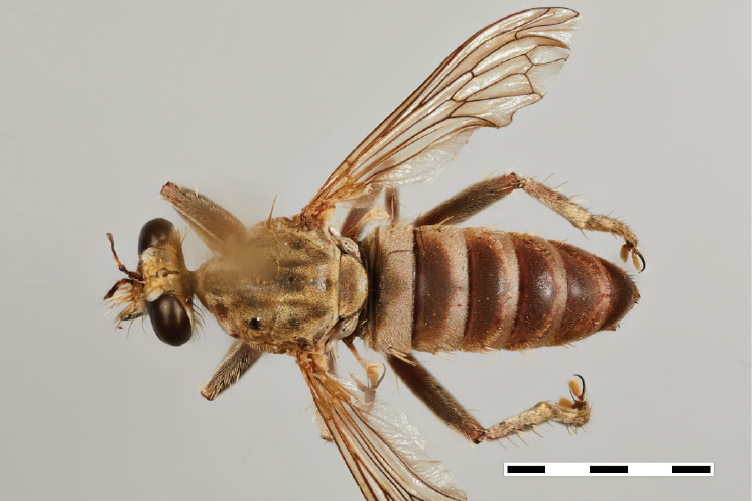
Вид верху
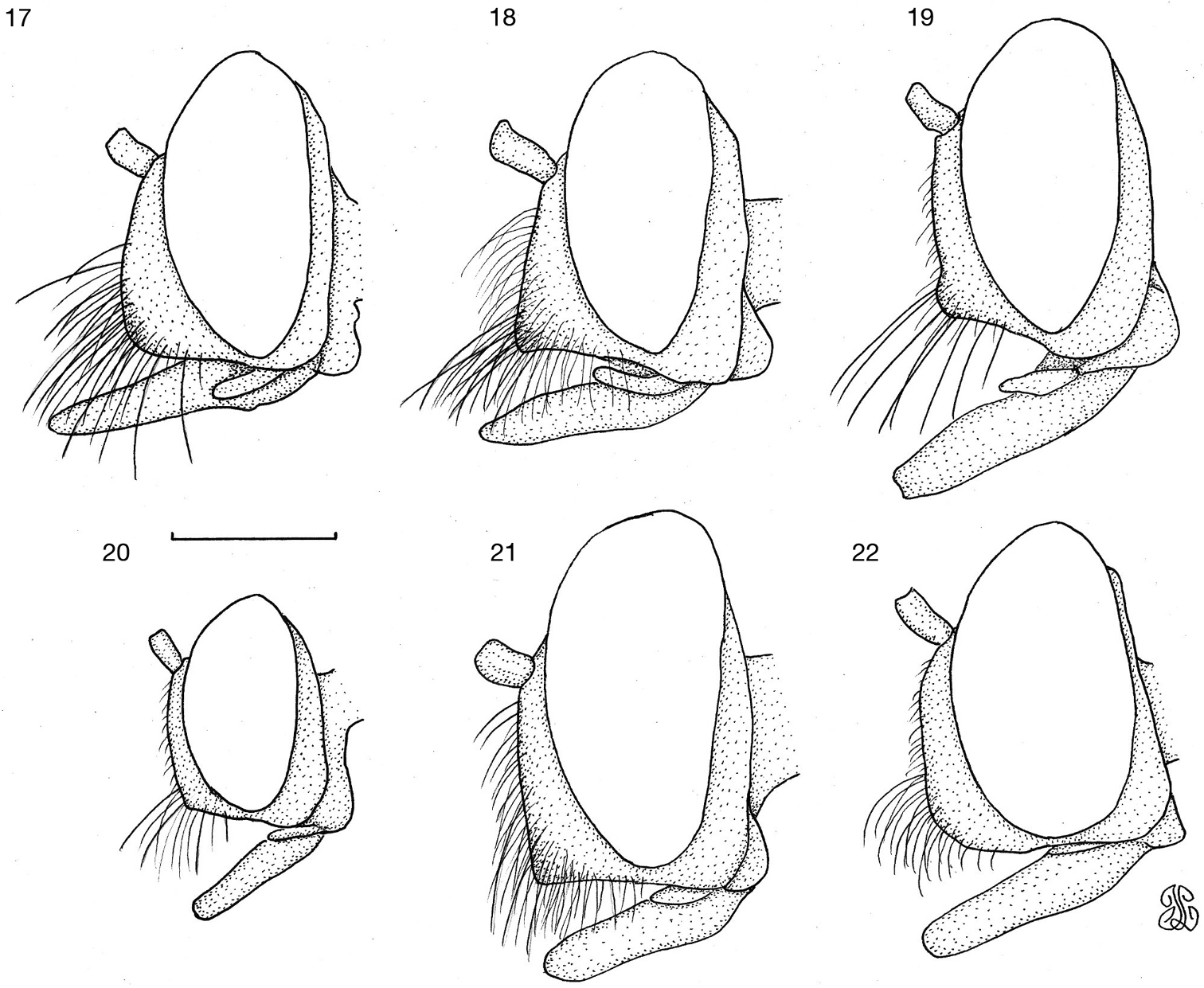
17 — L. argenteofasciata, голова
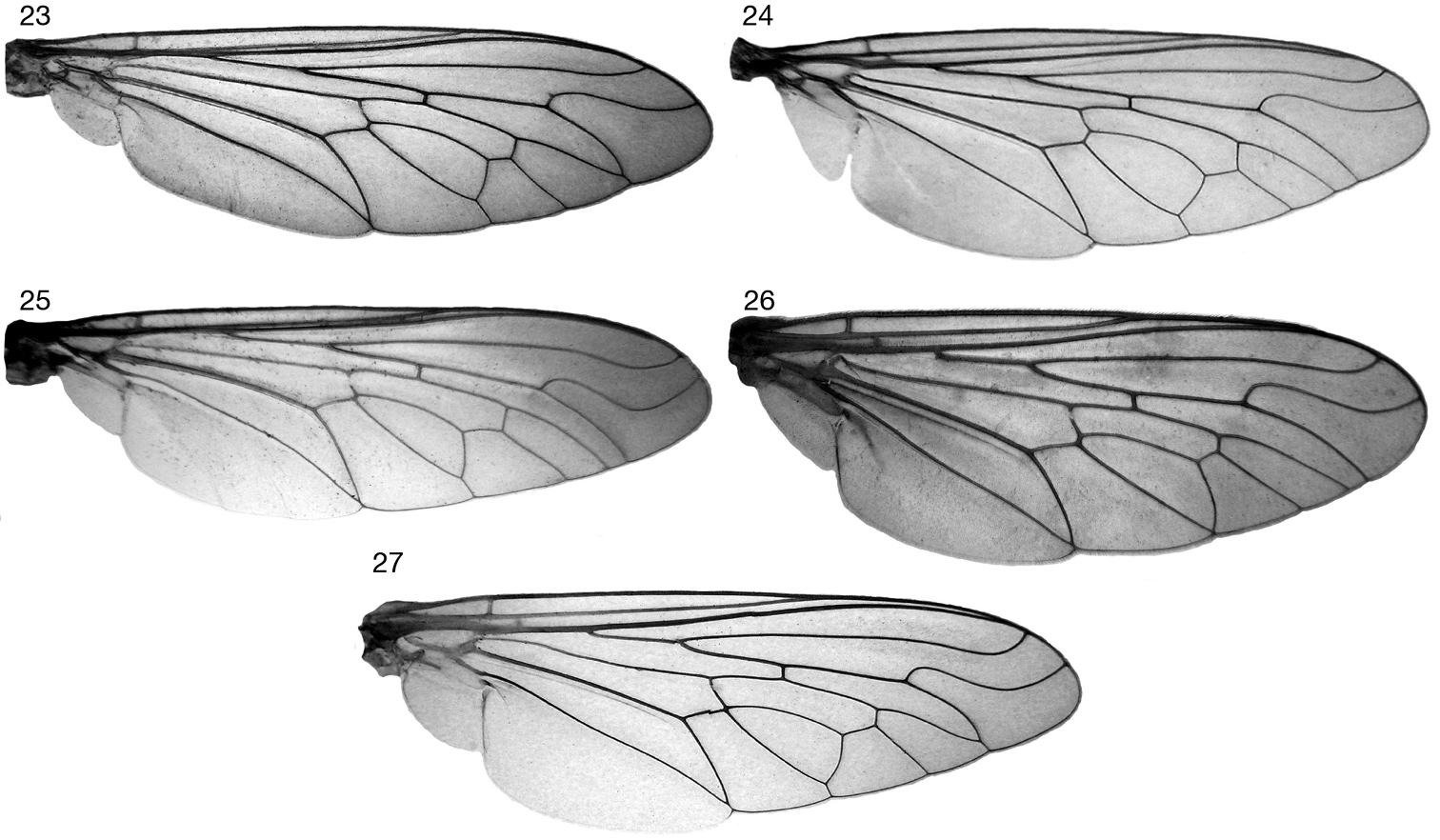
23 — L. argenteofasciata, крыло

## Описание
Мухи среднего размера (около 1 см). Голова красно-коричневая, но цвет маскируется сильным золотисто-серебристым и серебристо-золотистым опушением, блестящие белые и бледно-жёлтые до оранжевых волоски. Антенны изменчивые, тёмно-красно-коричневые до оранжевых, с тонким золотисто-серебристым опушением, особенно переднеспинка. Скапус красно-коричневый или желтоватый, вентрально сильно покрыт бледно-желтыми волосками. Грудь красно-коричневая. Брюшко тёмно-красно-коричневое до оранжевого и бледно-жёлтого, с золотисто-серебристыми и бледно-жёлтыми щетинками. Тергиты (T1—6 хорошо развиты и хорошо видны, остальные редуцированы и скрыты от глаз ниже T6) красно-коричневые, полностью бледно-жёлтые микросетчатые, серебристо-золотистое опушение заднелатерально, слабое опушение переднемедиально. Т1—6 с бледно-жёлтыми медиальными макросетами (могут отсутствовать на Т6 у самцов). Стерниты тёмно-красно-коричневые, тонкие бледно-желтые волоски. Стилус усика без длинных волосков; постпедицель значительно длиннее, чем скапус и педицель вместе взятые; скапус менее чем в два раза длиннее педицеля; мистакс включает крупные макрощетинки, в основном ограниченные вентральным краем лица; лоб примерно одинаковой ширины на уровне места прикрепления усиков и вершины или только слегка расходящийся. Простернум груди сросся с проэпистернумом; грудные макрощетинки хорошо развиты. Передние голени без шиповидных отростков; пулвиллы хорошо развиты.